# Чан Мьон
Чан Мьон (кор. 장면, 張勉, Jang Myeon, Chang Myŏn; 28 серпня 1899 — 4 червня 1966) — корейський педагог і політик, прем'єр-міністр і віцепрезидент Республіки Корея.